# Kurobe (Fluss)
Der Kurobe (jap. 黒部川, Kurobe-gawa) ist ein Fluss in der Präfektur Toyama in Japan. 
Er überwindet bei einer Länge von 85 km einen Höhenunterschied von über 2900 m bei einem relativ kleinen Einzugsgebiet von 682 km². Der Flusslauf ist sehr kurvig mit einer hohen Fließgeschwindigkeit. Er entspringt am Washibadake und fließt nördlich davon in das Japanische Meer. Die Aimoto-Brücke, die bis zu ihrer Zerstörung als eine der interessantesten Brücken Japans galt, führt über den Fluss. Sie ist heute eine Netzwerkbogenbrücke. Der Fluss war Namenspate für die 1954 gebildete gleichnamige Stadt.
Der jährliche Niederschlag am Fluss liegt bei 3000 bis 4000 mm im Jahr, der höchsten Niederschlagsrate in ganz Japan. Aufgrund dessen fließen jährlich bis zu 3 Milliarden m³ Wasser unter der Aimoto-Brücke hindurch. In früheren Zeiten gab es sehr oft Überflutungen, die letzte größere im Jahr 1969. 
Am Fluss befinden sich 10 Kraftwerke, die insgesamt 890.700 kW Strom erzeugen. Eines davon ist die Kurobe-Talsperre. Der Kurobe-Fluss ist damit ein wichtiger Stromerzeuger für Japan. 1987 ließ Kansai Electric ein Museum errichten, das die Entstehungsgeschichte des Flusses und der Kraftwerke zeigt.

## Etymologie
Kurobe bedeutet „schwarzes Teil“. Es gibt 3 Theorien über die Herkunft dieses Namens:
1. Die Wälder am Kurobe werden von den hohen Bergen der Umgebung überschattet. Die Umgebung des Flusses ist dadurch in Schwarz getaucht.
2. Der Name kommt von den dort reichhaltig wachsenden Japanischen Lebensbäumen, japanisch Kurobe genannt.
3. Der Name kommt aus der Ainu-Sprache, z. B. kunnebetsu für „schwarzer/dunkler Fluss“ oder kurubetsu für „Teufelsberg“.